# Макклеллан, Джордж
Джордж Бринтон Макклеллан (англ. George Brinton McClellan, 3 декабря 1826 — 29 октября 1885) — генерал-майор американской армии в годы гражданской войны. Создатель армии Союза и, в частности, Потомакской армии. Макклеллан был излишне осторожен и медлителен при планировании и проведении операций, и ему никогда не хватало агрессивности и оперативности. По этой причине он проиграл Кампанию на Полуострове, несмотря на преимущества в численности армии и количестве ресурсов. Именно в расчёте на медлительность Макклеллана генерал Ли предпринял рискованную Мэрилендскую кампанию. В сражении при Энтитеме Макклеллан сумел остановить продвижение армии Ли, однако не смог уничтожить Северовирджинскую армию, несмотря на удачное стечение обстоятельств. В результате Линкольн отстранил его от командования армией.
В 1864 году Макклеллан участвовал в выборах в качестве кандидата от Демократической партии.
С 1878 по 1881 год он был 24-м губернатором штата Нью-Джерси.
По общему мнению историков, Макклеллан не был способным полководцем, однако существует версия, что такую репутацию создали сторонники Линкольна, чтобы оправдать неудачи Союза в начале войны.

## Ранние годы
Макклелан родился в Филадельфии в семье известного офтальмолога Джорджа Макклелана, основателя Джефферсонского медицинского колледжа. Его матерью была Елизавета Стейнмец Брайтон Макклелан из видной пенсильванской семьи. В семье было пять детей: дочери Фредерика и Мэри, сыновья Джон, Джордж и Артур. Дедом Джорджа был генерал американской революции Сэмюэл Макклелан из Вудстока (Коннектикут).
Макклелан два года проучился на юриста, затем решил избрать военную карьеру и 1842 году поступил в Военную академию в Вест-Пойнте. В Академии он был энергичным и амбициозным кадетом, он интересовался учением Дэниса Махама и теориями Жомини. Его близкими друзьями были южане-аристократы Джеб Стюарт, Дабни Мори, Кадмус Уилкокс и Эмброуз Хилл, с которым он жил в одной комнате. Общение с южанами помогло ему понять образ их жизни и все те особенности политического мышления, которые позже привели к сецессии и гражданской войне. Он окончил Вест-Пойнт в 1846 году, вторым из знаменитого класса в 59 кадетов, причём только из-за плохих способностей к рисованию был вынужден уступить первое место Чарльзу Стюарту. Макклелана направили в инженерный корпус во временном звании второго лейтенанта.

### Мексиканская война
В октябре того же 1846 года Макклеллан прибыл в устье реки Рио-Гранде для участия в Мексиканской войне и был включён в сапёрную роту. Он опоздал к сражению при Монтеррее, а затем примерно на месяц попал в госпиталь, заболев дизентерией и малярией. С севера Мексики он был переведён в армию Скотта, участвовал в осаде Веракруса и наступлении на Мехико, а также участвовал в сражении при Серро-Гордо в апреле 1847. 24 апреля Макклеллан получил постоянное звание второго лейтенанта. Он участвовал в перестрелке у Амазоке в мае, и в сражениях при Контрерас и Чурубуско, и штурме Чапультепека в августе. 20 августа он получил временное звание первого лейтенанта за Контрерас и Чурубуско.
Он успешно прослужил всю войну, получив капитана за Чапультепек. Он часто выполнял рекогносцировочные задания для генерала Уинфилда Скотта, близкого друга своего отца. Война оказала сильное влияние на его дальнейшую военную и политическую жизнь. Он научился фланговым атакам и осадной войне, научился комбинировать политические и военные действия, оценил способности генерала Скотта налаживать отношения с местным населением и добиваться жесткой дисциплины в армии. Он начал презирать добровольческие части, которые обычно не утруждали себя дисциплиной и тренировками.

### Межвоенный период

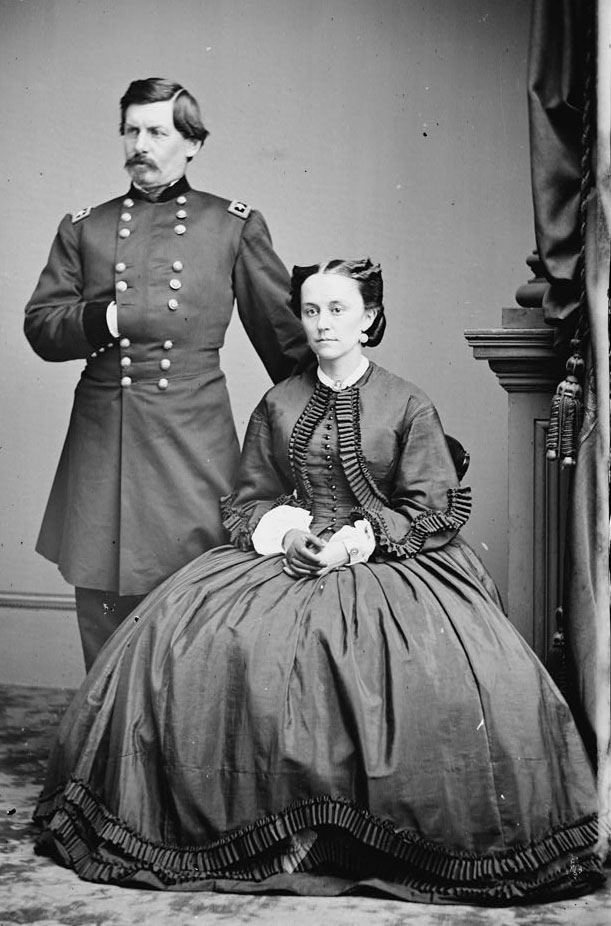
Джордж Макклелан и Элен Мэри Мэрси Макклелан

В 1852 году Макклелан участвовал в экспедиции по поиску истока Красной Реки, в результате чего на карте появилась маленькая речка Макклелан-Крик. В том же году он перевел с французского пособие по тактике штыкового боя. В 1853 году он начал ухаживать за Элен (Нелли) Мэри Мэрси (1836—1915), дочерью своего прежнего командира. В том же году он стал членом масонской ложи № 2 в Орегоне.
Из-за своих политических связей и хорошего французского в 1855 году Макклелан был послан наблюдателем на театр военных действий Крымской войны. Там ему пришлось наблюдать оборону Севастополя. Вернувшись в 1856 году, он представил подробный отчёт о состоянии европейских армий, а также написал пособие по кавалерийской тактике. Однако Макклелан так и не обратил внимания на факт появления нарезного оружия и на те изменения, которое оно произвело в тактике пехоты.
Вернувшись из Крыма, он обнаружил, что Элен Мэрси приняла предложение Эмброуза Хилла. Макклелан по-джентльменски уступил дорогу старому товарищу, однако семья Элен не приняла Хилла: ему было отказано. В июле 1859 года Хилл женился на Долли Маккланг, а в октябре того же года Элен Мэрси приняла предложение Макклелана. Они поженились 22 мая 1860 года в Кэлвери Черч, в Нью-Йорке. Эмброуз Хилл присутствовал на их свадьбе.
Впоследствии, во время войны, была довольно широко известна история того, что федеральный генерал Макклелан и генерал Конфедерации Хилл в юности ухаживали за одной женщиной.

## Гражданская война

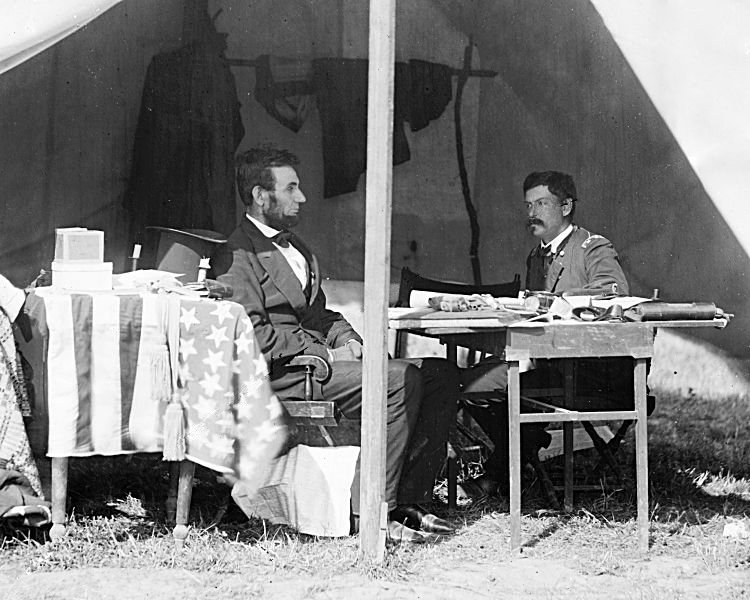
Авраам Линкольн и генерал Макклеллан 10 марта 1862 года

Когда началась Гражданская война, опыт Макклеллана в железнодорожном деле и познания в военных науках сделали его ценным специалистом по логистике. Он оказался нужен штатам, которые столкнулись со сложностями мобилизации. Губернаторы Огайо, Пенсильвании и Нью-Йорка, крупнейших штатов Севера, настойчиво предлагали ему возглавить их ополчение. Наибольшую настойчивость проявил огайский губернатор Уильям Деннисон, и в итоге 23 апреля 1861 года Макклеллан возглавил огайское ополчение в звании генерал-майора добровольцев. В отличие от многих офицеров, которые принадлежали к семьям аболиционистов, Макклеллан был противником вмешательства федеральных властей в вопросы рабства. По этой причине некоторые южане приглашали его перейти на сторону Конфедерации, но Макклеллан был также и противником сецессии.
3 мая 1861 года он вернулся на службу в федеральную армию и возглавил Огайский военный департамент. В его обязанности входила оборона штатов Огайо, Индиана, Иллинойс, а впоследствии и западной Пенсильвании, западной Вирджинии и Миссури. 14 мая он получил звание генерал-майора регулярной армии и в возрасте 34 лет стал вторым по званию после главнокомандующего Уинфилда Скотта. Столь быстрое повышение было отчасти следствием хороших отношений Маклеллана с Салмоном Чейзом, государственным казначеем и в прошлом губернатором Огайо.
В новой должности Макклеллан приступил к формированию армии добровольцев и организации тренировочных лагерей, но также думал и о стратегии: 27 апреля он написал письмо Уинфилду Скотту, в котором предложил свою стратегию ведения войны (это предложение стало первым стратегическим решением той войны). Он предлагал две альтернативы, и обе подразумевали его личное участие. Он предложил собрать армию в 80 000 человек и начать наступление на Ричмонд через долину Канава, или же направить эту армию на юг, в Кентукки и Теннесси. Скотт отклонил оба предложения как логистически неосуществимые, но выразил своё одобрение этой инициативы. Он ответил, что такую армию разумнее направить на захват реки Миссисипи и одновременно предпринять блокаду южных портов. Этот план впоследствии стал известен как План "Анаконда".

### Западновирджинская кампания
Первым заданием Макклеллана стала оккупация западной части Вирджинии, которая желала остаться в составе Союза и которая впоследствии стала штатом Западная Вирджиния. Разрабатывая планы по вторжению в Вирджинию Макклеллан впервые вызвал недовольство вашингтонской администрации, когда объявил вирджинцам, что его армия не тронет частной собственности, в том числе и рабов. «Что бы не говорили предатели, уверяющие вас, что с нашим появлением начнутся проблемы с рабами, вы должны хорошо понять одну вещь — мы не только воздержимся от вмешательства, но наоборот, железной рукой сломим всякие попытки бунта с их стороны». Макклеллан быстро понял, что перешёл границы дозволенного и отправил Линкольну письмо с извинениями. Проблема была не в том, что прокламация противоречила политике правительства, а в том, что Макклеллан превысил свои полномочия полевого командира.
Армия Макклеллана вступила в Вирджинию через Крафтон и одержала победу в перестрелке у Филиппи, которая иногда считается первым сражением Гражданской войны. Впервые он командовал войсками на поле боя в сражении при Рич-Маунтин, где так же победил, но проявил много осторожности и не решался вводить в бой резерв, что станет его характерной чертой в последующие годы войны. Уильям Роузкранс, его подчинённый, потом тяжело переживал, что его успешная атака не была поддержана. И всё же две эти небольшие победы сделали из Макклеллана национального героя. Газета The New York Herald назвала его «Наполеоном этой войны».

### Кампания на полуострове
Армия Макклеллана вышла в море из Александрии 17 марта. Это была армада, которая далеко превосходила все прошлые американские экспедиции. На корабли было погружено 121 500 человек, 44 артбатареи, 1150 повозок, 15 000 лошадей, а также тонны снаряжения и боеприпасов. Но наступление этой армии от форта Монро вверх по полуострову оказалось медленным. Расчет на быстрый захват Йорктауна не оправдался, когда выяснилось, что южане возвели полосу укреплений поперек полуострова. Пришлось готовиться к долгой осаде.
Макклеллан полагался на данные разведки, которая преувеличивала численность противника вдвое и втрое. В реальности Макклеллан имел в самом начале операции десятикратное превосходство. Но генерал Конфедерации Магрудер устроил своего рода театральное представление имитацией переброски войск, и этот трюк удался. Пока он водил за нос Макклеллана, генерал Джонстон успел перебросить подкрепления, которых все равно было недостаточно. Федералы предприняли несколько попыток прощупать противника боем, что вошло в историю как сражение при Йорктауне.
Через месяц подготовительных работ Макклеллан готов уже был начать штурм, но Джонстон неожиданно бросил укрепления и отошёл к Вильямсбергу. Макклеллан организовал преследование, которое вылилось в сражение у Вильямсберга, в целом удачное для северян, хотя им не удалось разгромить противника.
Макклеллан попробовал перебросить по воде отряд в тыл отступающему противнику. Это привело к небольшому бою, известному как Сражение при Элтамс-Лендинг, но серьёзно помешать противнику не удалось.
Армия Макклеллана осторожно приближалась к Ричмонду ещё три недели, подойдя в итоге на 4 мили к городу. Макклеллан организовал базу на реке Пеманкей (судоходном притоке реки Йорк) у Уайт-Хауз-Лендинг, и использовал железную дорогу, переправив паровозы и вагоны по морю.
31 мая Маккелан готовился к решительному штурму, но неожиданно сам был атакован противником. Генерал Джонстон заметил, что федеральная армия разделена рекой Чикахомини, и решил разбить её по частям, что привело к сражению при Севен-Пайнс и при Фэир-Оакс. Макклеллан не мог лично руководить боем из-за приступа малярии, но его подчиненные смогли отразить все атаки. Тем не менее, в Вашингтоне были крайне недовольны его пассивностью — многие полагали, что решительная контратака привела бы к падению Ричмонда.
В этих боях бы ранен генерал Джонстон и командование над Северовирджинской армией принял генерал Ли. Макклеллан же потерял ещё три недели, перегруппировывая свои войска и ожидая обещанные подкрепления. Между тем Ли усиливал оборону Ричмонда.
В конце июня генерал Ли предпринял серию атак, известную как Семидневная битва. Первое из этих сражений — под Мечаниксвиллем — было плохо скоординировано и проведено с большим количеством ошибок, что привело к тяжёлым потерям и небольшим тактическим выгодам. Но это сражение сильно повлияло на Макклеллана. Он был удивлён появлением генерала Джексона, который по всем расчетам должен был находиться в долине Шенандоа. Макклеллан снова решил, что противник превосходит его численно, он сообщил в Вашингтон, что перед ним 200 тыс. чел., хотя на деле их было 85 тыс.
Ли продолжил наступление на восток, и Макклелан упустил инициативу и пассивно ждал событий. Две трети своих сил он держал в резерве, будучи вновь введён в заблуждение ложными манёврами Магрудера. В результате он решил отвести армию к безопасной базе. Ли предполагал, что Макклеллан пойдёт на восток, но тот повернул на юг, что сбило со следа Ли и задержало преследование на 24 часа.
Макклеллану повезло и в том смысле, что кампания на полуострове не привела к большим потерям в армии. Военный историк Стефен Серс пишет: «Когда он бросил свою армию при Глендейле и Малверн Хилл во время Семидневной Битвы, он фактически совершил должностное преступление. Будь Потомакская армия уничтожена в одном из этих сражений (а при Гендейле это было вполне возможно), его могли бы судить военным трибуналом». Действительно, во время сражения при Глендейле Макклеллан находился в 8 км от поля боя и не имел возможности управлять войсками. Во время сражения при Малверн Хилл он находится на борту корабля «Галена», в 16 км от поля боя. Вся тяжесть по управлению боем легла на плечи Фицджона Портера. Впоследствии, во время президентских выборов 1864 г., ему припомнили эту историю, изображая её на карикатурах.
Макклеллан расстался с армией в Хариссон-Лендинг. Решался вопрос — эвакуировать армию с полуострова или возобновить наступление на Ричмонд. Макклеллан продолжал раздражать Линкольна тем, что всё ещё требовал подкреплений, и писал пространные письма с предложениями стратегического и политического характера. В итоге Линкольн назначил главнокомандующим Генри Хеллекка — даже не уведомив Макклеллана. Линкольн даже предложил передать командование Потомакской армией Эмброузу Бернсайду, но тот отклонил предложение.
В Вашингтоне была сформирована Вирджинская армия, под командованием Джона Поупа, которому было приказано наступать на Ричмонд с северо-востока. Макклеллан не отозвался на призыв усилить армию Поупа и задержал переброску Потомакской армии с полуострова вплоть до начала Северовирджинской кампании. Перед сражением он написал своей жене: «Поуп будет разгромлен… такая деревенщина, как он, угробит любое дело, которое ему поручат». Генерал Ли понял нерешительный характер Макклеллана и решился на переброску своих частей с полуострова для атаки Поупа, который в итоге был разгромлен во Втором сражении при Бул-Ране в августе.

### Мэрилендская кампания

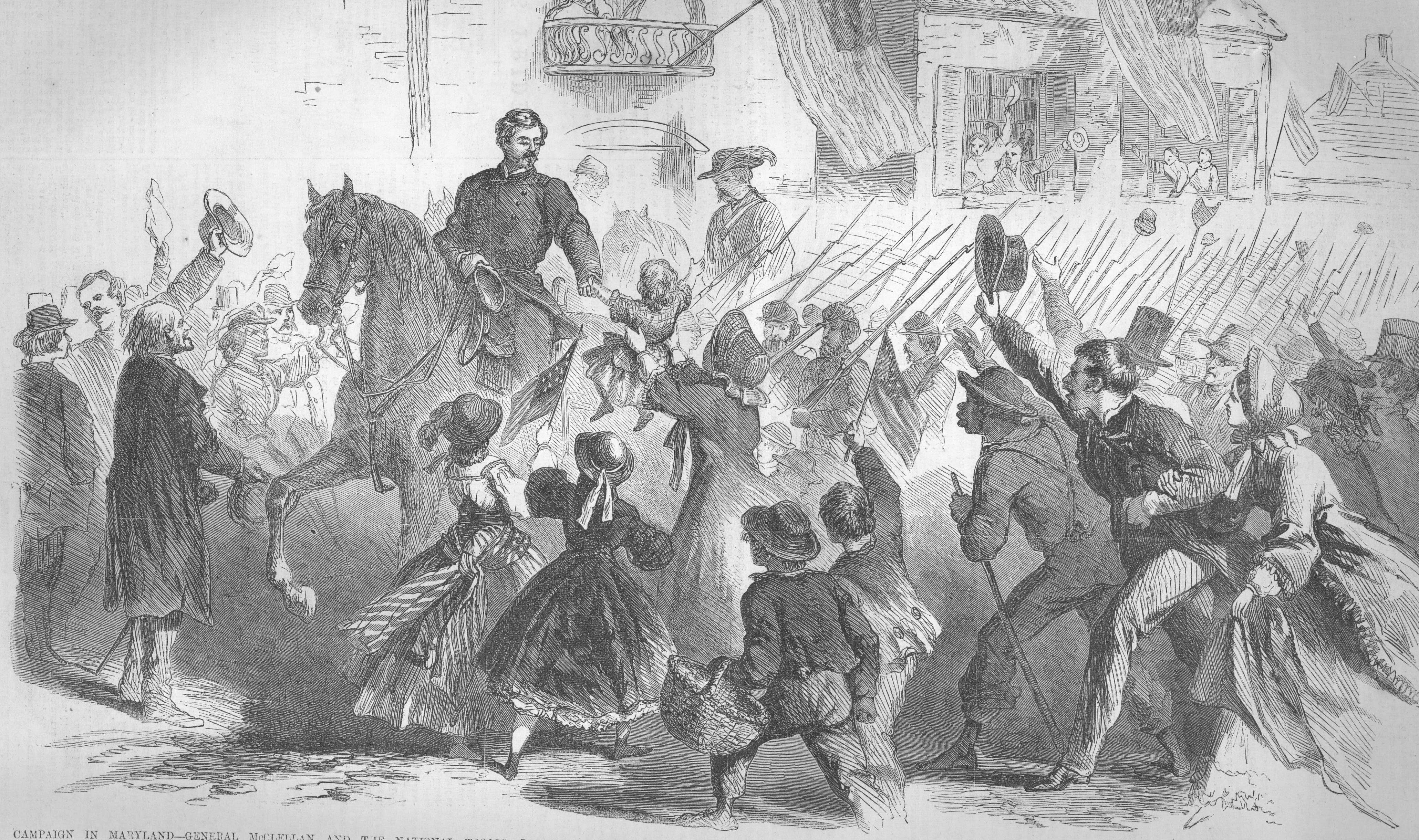
Макклелан во Фредерике

Когда Вирджинская армия Поупа была разбита под Бул-Раном, Линкольн был вынужден снова отдать командование Макклелану. Он понимал, что Макклелан хорошо умеет организовывать и тренировать солдат, и сможет лучше других реорганизовать армию Поупа и слить её с Потомакской армией. 2 сентября 1862 года Макклелан получил это назначение. В Кабинете Линкольна многие были против такого решения и даже подписали специальную декларацию против него, но Линкольн настоял на своём. «Мы должны использовать то, что имеем, — сказал он своему секретарю, — в армии нет человека, который способен удержать эти укрепления и привести в порядок армию так, как он. Если он не умеет сражаться сам, то он прекрасно умеет заставить сражаться других».
4 сентября генерал Ли начал Мэрилендскую кампания, надеясь на поддержку населения штата Мэриленд. Он был уверен, что федеральная армия ещё около двух недель будет восстанавливаться от разгрома на Полуострове и под Бул-Раном, поэтому не сможет сразу оказать противодействие. Однако уже 5 сентября Макклелан вступил в Мэриленд с шестью корпусами, имея в целом 84 000 человек. Два корпуса остались в Вашингтоне.
13 сентября Потомакская армия вошла во Фредерик, незадолго до того покинутый Северовирджинской армией. Макклелан потом вспоминал:

Прием во Фредерике был великолепен. Мужчины, женщины и дети толпились вокруг нас, рыдали, кричали и молились. Они обнимали шею старого Дэна и едва не задушили коня, украшая его флагами. Все дома были украшены флагами и везде можно было видеть сцену всеобщей радости. Экспедиция сецессионистов потерпела полный провал в этом месте; они не дождались рекрутов или каких-либо предложений.
Оригинальный текст (англ.)– Our reception at Frederick was wonderful. Men, women, and children crowded around us, weeping, shouting, and pray- 
ing ; they clung around old Dan's neck and almost suffocated the old fellow, decking him out with flags. The houses were all 
decorated with flags, and it was a general scene of joy. The secession expedition had been an entire failure in that quarter ; 
they received no recruits of the slightest consequence and no free-will offerings of any kind.
— McClellan's own story
Генерал Ли хорошо знал медлительность и нерешительность Макклелана, поэтому рискнул разделить свою армию, отправив часть сил на осаду Харперс-Ферри. Он надеялся, что успеет прорваться в Пенсильванию, однако его планам помешала случайность: 13 сентября федеральные солдаты нашли потерянный приказ генерала Ли и доставили его Макклелану. Макклелан сразу понял, что ему выпал шанс уничтожить противника по частям и двинул армию вперед, к Южным Горам.
В Южных Горах Ли оставил заслон в размере дивизии Дэниела Хилла, всего около 10 000 человек, которые прикрывали три прохода в горах. Макклелан все же потерял один день и подошёл к Южным горам только утром следующего дня. 14 сентября 1862 года произошло сражение в Южных Горах. Федеральной армии удалось захватить одно ущелье из трёх, но на севере сочли это победой. Макклелан получил поздравления от Линкольна и Уинфилда Скотта. «Еще два раза так, и всё будет кончено!», — писал Скотт.
Армия Ли отступила от Южных Гор и собралась у города Шарпсберг. Макклелан снова потерял почти сутки и начал сражение утром 17 сентября, когда Северовирджинская армия уже успела сконцентрироваться. Но даже теперь Макклелан имел почти двойное численное преимущество над противником. Он, однако, снова переоценил численность противника и начал действовать излишне осторожно. Федеральная армия провела три крупные атаки, и все они были отбиты. Однако потери были велики, и Ли принял решение отступить в Вирджинию.
Макклелан объявил о победе, хотя ему и не удалось уничтожить противника. Он считал, что причина кроется в медлительности генерала Бернсайда, который не сумел вовремя атаковать правый фланг противника. Однако и его личные ошибки были очевидны: он не использовал кавалерию для разведки, разместил штаб слишком далеко от поля боя и не объяснил своих планов корпусным командирам.
После сражения Макклелан не смог организовать преследование армии Ли, что вызвало недовольство Линкольна, который в итоге 5 ноября отстранил его от командования Потомакской армией, назначив на его место Эмброуза Бернсайда.

## Президентские выборы 1864 года

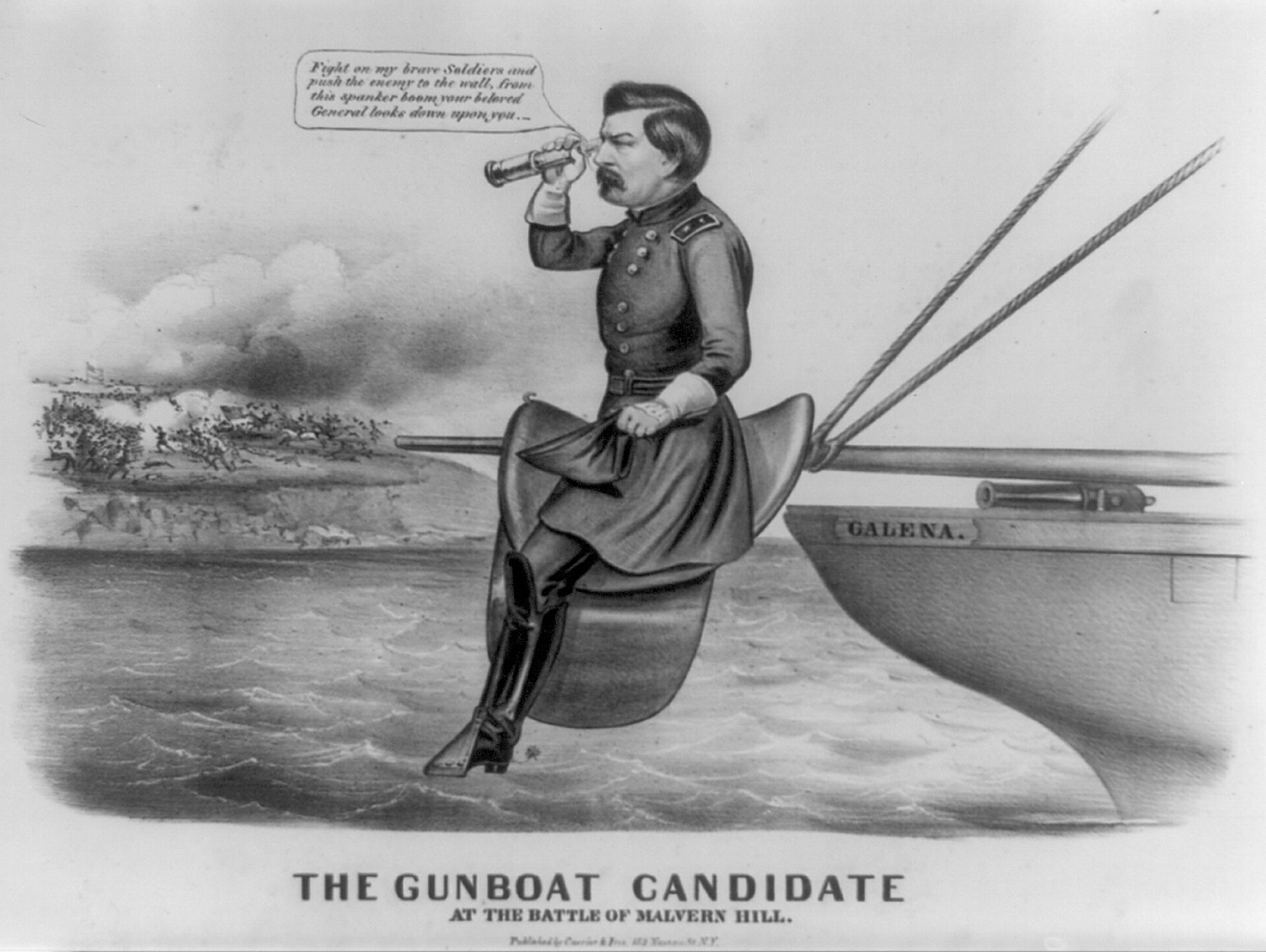
Карикатура на Макклелана во время предвыборной кампании 1864 года

Макклеллан участвовал в президентских выборах 1864 года, но проиграл их Аврааму Линкольну. Поддержку ему от Демократической партии оказывал американский политик и адвокат Клемент Валландигэм.